# Lawyacado
Lawyacado (ook: Lowyacado, Lawyo'addo, Lowya Cadde, Lawya Caddo, Lowyado) is een dorp in het District Zeila in de regio Awdal in het uiterste noordwesten van Somaliland; en is dus formeel gelegen in Somalië omdat Somaliland geen erkende staat is.
Lawyacado ligt aan de grens met Djibouti en aan de kust van de Golf van Aden. Aan de Djiboutische zijde van de grens ligt Loyada; het is de enige officiële grensovergang tussen beide landen. 
Er staan drie zendmasten in het dorp. Lawyacado heeft geen haven; bootjes worden op het strand getrokken.

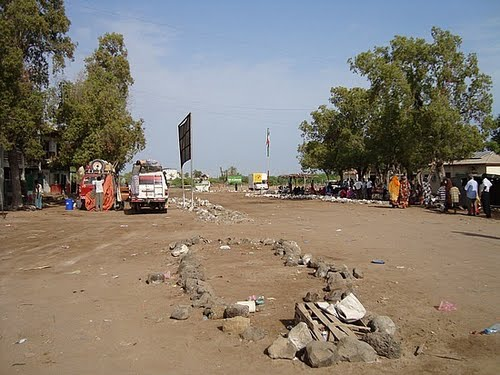
Lawyacado

Het district Zeila heeft nauwelijks een wegennet, doch slechts een paar ruwe zandpaden die alleen voor auto's met vierwielaandrijving begaanbaar zijn. Vanaf Lawyacado leidt zo'n 'weg' via het plaatsje Tokhoshi naar de districtshoofdstad Zeila en vandaar verder Somalië in. Vanwege deze slechte verbindingen maar ook vanwege clan-verwantschappen is de economie van dit gebied meer verweven met die van Djibouti dan met de rest van Somalië/Somaliland.
Klimaat: Lawyacado heeft een woestijnklimaat. De gemiddelde jaartemperatuur is 30,0 °C. Juli is de warmste maand, gemiddeld 35,9 °C; januari is het koelste, gemiddeld 25,4 °C. De jaarlijkse regenval bedraagt ca. 101 mm (ter vergelijking: in Nederland ca. 800 mm). Er is geen sprake van echte regenseizoenen; er valt het hele jaar weinig neerslag; nooit meer dan max. ± 17 mm per maand (november). De jaarlijkse neerslagfluctuaties zijn aanzienlijk.